# Hernia de Richter
La hernia de Richter es un tipo de hernia caracterizada porque solo una porción de la pared antimesentérica del intestino se encarcela dentro del saco herniario, que posterior causa una estrangulación solo de esa porción de la circunferencia abdominal.

## Epidemiología
Este tipo de hernia es poco común. Es más frecuente en adultos mayores de 60 años, sin divergencia de género.
Esta puede representar el 1% de hernias totales y el 14% de hernias estranguladas, donde su localización puede ser múltiple, pero se reportan más casos de hernias de Richter adquiridas y unilaterales.
La mayoría de las hernias de Richter se encuentran específicamente en la región femoral e inguinal, donde la porción más afectada es el íleon distal.
También han sido descritas como causas en hernias incisionales, diafragmáticas y de spiegel.

## Presentación clínica
Presenta una clínica muy variable donde su diagnóstico temprano se ve afectado, ya que estas manifestaciones se pueden presentar también como una masa dolorosa, es frecuente que se presente como una pequeña tumoración asintomática o incluso sin tumoración y que los síntomas sean dudosos, orientando a otras patologías sobre todo en pacientes obesos. Dentro de los principales síntomas inespecíficos son dolor abdominal, vómitos, diarrea, fiebre, protuberancia en la ingle e íleo paralítico. 
Sin embargo cuando se presentan síntomas de obstrucción intestinal no son tan habituales como en el resto de hernias estranguladas, ya que cuando la afectación del lumen es menor a dos tercios de la luz intestinal, normalmente no producen obstrucción intestinal completa.
Como recordamos las hernias son producidas por un defecto en la continuidad de la pared muscular abdominal, donde este defecto permite que el intestino protruya. 
Esto defecto puede ser congénito como un antecedente de criptorquidea o adquirido, que dentro de las causas adquiridas pueden estar presentes cualquier actividad o problema de salud que incremente la presión en el tejido y los músculos de la pared abdominal que puede llevar a una hernia, como podemos mencionar: Obesidad, maniobras de valsalva por estreñimiento, estornudos o tos crónica por una fibrosis quística, desnutrición y esfuerzos excesivos.
También, hay una mayor predisposición a la isquemia del asa intestinal de la hernia de Richter encarcelada en comparación a las encarcelaciones herniarias, que se debe a la escasa vascularización que presenta el borde antimesentérico intestinal, comparado con la porción del asa en contacto con el mesenterio, y a la gran presión a la que se ve sometida la pared en el pequeño orificio de la hernia de Richter.

## Diagnóstico
La base para el diagnóstico principalmente es clínico, los exámenes de gabinete son solo por si existen dudas, donde el TAC es el goal estándar para estas herniaciones. 
Hay que tener presente que el estudio por imágenes como la ecografía y el TAC pueden ayudar al diagnóstico, pero demoran la intervención quirúrgica, que esto puede representar un mal pronóstico trans y post-quirúrgico para el paciente.
- Exámenes de laboratorio pueden ser útiles cuando hay dudas sobre el diagnóstico y se pueden evidenciar principalmente una leucocitosis >9.000 y una neutrofilia 89,5%.
- Radiografía de abdomen tomada en dos posiciones mostraron dilatación de asas de intestino delgado de predominio en flanco izquierdo, presencia de niveles hidroaéreos, sin gas distal y sin aire en ámpula rectal.
- Radiografía de tórax sin aire subdiafragmático.

## Complicaciones
Las principales consecuencias provocadas por la hernia de Richter son específicamente por la demora en el diagnóstico y en el tratamiento.
Dentro de las principales complicaciones podemos mencionar:
- Gangrena del segmento estrangulado
- Absceso en el sitio de la hernia
- Abdomen agudo peritonítico por perforación de víscera hueca
- Fístula entero-cutánea que pueden ser de evolución aguda o crónica. Esta puede generar alteraciones que varían en gravedad, ya que el desequilibrio del medio interno es directamente proporcional al derrame de la fístula, provocando alteraciones hidroelectrolíticas que conducen al paciente a la  deshidratación posterior a trastornos metabólicos como pérdida de nutrientes, al mismo tiempo de la disminución de la ingesta, el aumento del gasto calórico por la sepsis, desnutrición y aumento de la mortalidad.
- Muerte

## Tratamiento
Se basa en un tratamiento quirúrgico, donde se trata el defecto herniario mediante:
- Herniorrafía
- Hernioplastía

Se debe realizar una inspección minuciosa al paciente para comprobar que el asa intestinal encarcelada es viable y hacer resección del intestino isquémico con su reanatomosis correspondiente, ya que la resección del asa intestinal en este tipo de hernias, alcanza un 50% de los casos diagnosticados

## Diagnósticos diferenciales
- Adenopatías inguinales o femorales[1]
- Metástasis
- Lipomas
- Absceso de psoas